# Listă de filme biografice din anii 1950
Aceasta este o listă de filme biografice lansate în anii 1950.
| An   | Film                                                          | Subiect(e)                                        | Distribuție                     |
| ---- | ------------------------------------------------------------- | ------------------------------------------------- | ------------------------------- |
| 1950 | Annie Get Your Gun                                            | Annie Oakley                                      | Betty Hutton                    |
| 1950 | Cyrano de Bergerac                                            | Cyrano de Bergerac                                | José Ferrer                     |
| 1950 | The Jackie Robinson Story                                     | Jackie Robinson                                   | Jackie Robinson                 |
| 1950 | Julius Caesar                                                 | Julius Caesar                                     | Harold Tasker                   |
| 1950 | The Magnificent Yankee                                        | Oliver Wendell Holmes, Jr.                        | Louis Calhern                   |
| 1950 | Mussorgsky                                                    | Modest Mussorgsky                                 | Aleksandr Borisov               |
| 1950 | Over the Waves                                                | Juventino Rosas                                   | Pedro Infante                   |
| 1950 | The Petty Girl                                                | George Petty                                      | Robert Cummings                 |
| 1950 | Three Little Words                                            | Bert Kalmar                                       | Fred Astaire                    |
| 1950 | Three Little Words                                            | Harry Ruby                                        | Red Skelton                     |
| 1950 | Young Daniel Boone                                            | Daniel Boone                                      | David Bruce                     |
| 1950 | Young Man with a Horn                                         | Bix Beiderbecke                                   | Kirk Douglas                    |
| 1950 | Zhukovsky                                                     | Nikolay Yegorovich Zhukovsky                      | Yuri Yurovsky                   |
| 1951 | David and Bathsheba                                           | King David                                        | Gregory Peck                    |
| 1951 | David and Bathsheba                                           | Bathsheba                                         | Susan Hayward                   |
| 1951 | The Desert Fox: The Story of Rommel                           | Field Marshal Erwin Rommel                        | James Mason                     |
| 1951 | Diego Silang                                                  | Diego Silang                                      | José Padilla, Jr.               |
| 1951 | Follow the Sun                                                | Ben Hogan                                         | Glenn Ford                      |
| 1951 | The Great Caruso                                              | Enrico Caruso                                     | Mario Lanza                     |
| 1951 | I'd Climb the Highest Mountain                                | William Asbury Thompson                           | William Lundigan                |
| 1951 | I Was an American Spy                                         | Claire Phillips                                   | Ann Dvorak                      |
| 1951 | I'll See You in My Dreams                                     | Gus Kahn                                          | Danny Thomas                    |
| 1951 | Jim Thorpe – All-American                                     | Jim Thorpe                                        | Burt Lancaster                  |
| 1951 | The Lady and the Bandit                                       | Dick Turpin                                       | Louis Hayward                   |
| 1951 | The Lady with the Lamp                                        | Florence Nightingale                              | Anna Neagle                     |
| 1951 | The Magic Box                                                 | William Friese-Greene                             | Robert Donat                    |
| 1951 | Silver Glory                                                  | D. W. Griffith                                    | John Newland                    |
| 1951 | Valentino                                                     | Rudolph Valentino                                 | Anthony Dexter                  |
| 1951 | Wherever She Goes                                             | Eileen Joyce                                      | Suzanne Parrett                 |
| 1952 | Above and Beyond                                              | Paul Tibbets                                      | Robert Taylor                   |
| 1952 | Blackbeard the Pirate                                         | Blackbeard                                        | Robert Newton                   |
| 1952 | Carbine Williams                                              | David Marshall Williams                           | James Stewart                   |
| 1952 | Dr.Schweitzer                                                 | Albert Schweitzer                                 | Pierre Fresnay                  |
| 1952 | The Girl in White                                             | Emily Barringer                                   | June Allyson                    |
| 1952 | Hans Christian Andersen                                       | Hans Christian Andersen                           | Danny Kaye                      |
| 1952 | I Dream of Jeanie                                             | Stephen Foster                                    | Bill Shirley                    |
| 1952 | The Iron Mistress                                             | James Bowie                                       | Alan Ladd                       |
| 1952 | Kalle Karlsson från Jularbo                                   | Calle Jularbo                                     | Jan-Olof Lindstedt              |
| 1952 | Million Dollar Mermaid                                        | Annette Kellerman                                 | Esther Williams                 |
| 1952 | Moulin Rouge                                                  | Henri de Toulouse-Lautrec                         | José Ferrer                     |
| 1952 | No Greater Love                                               | Bertha von Suttner                                | Hilde Krahl                     |
| 1952 | The Pride of St. Louis                                        | Dizzy Dean                                        | Dan Dailey                      |
| 1952 | Procès au Vatican                                             | Thérèse of Lisieux                                | France Descaut                  |
| 1952 | The Secret Conclave                                           | Pope Pius X                                       | Henri Vidon                     |
| 1952 | Somebody Loves Me                                             | Blossom Seeley                                    | Betty Hutton                    |
| 1952 | Somebody Loves Me                                             | Benny Fields                                      | Ralph Meeker                    |
| 1952 | Stars and Stripes Forever                                     | John Philip Sousa                                 | Clifton Webb                    |
| 1952 | The Story of Will Rogers                                      | Will Rogers                                       | Will Rogers, Jr.                |
| 1952 | Taras Shevchenko                                              | Taras Shevchenko                                  | Sergei Bondarchuk               |
| 1952 | Viva Zapata!                                                  | Emiliano Zapata                                   | Marlon Brando                   |
| 1952 | The Winning Team                                              | Grover Cleveland Alexander                        | Ronald Reagan                   |
| 1952 | With a Song in My Heart                                       | Jane Froman                                       | Susan Hayward                   |
| 1952 | The Young Caruso                                              | Enrico Caruso                                     | Ermanno Randi                   |
| 1952 | Young Chopin                                                  | Frédéric Chopin                                   | Czeslaw Wollejko                |
| 1953 | The Actress                                                   | Ruth Gordon                                       | Jean Simmons                    |
| 1953 | Admiral Ushakov                                               | Fyodor Ushakov                                    | Ivan Pereverzev                 |
| 1953 | Belinsky                                                      | Vissarion Belinsky                                | Sergei Kurilov                  |
| 1953 | Calamity Jane                                                 | Calamity Jane                                     | Doris Day                       |
| 1953 | Chaimite                                                      | Luís da Silva Mouzinho de Albuquerque             | Jacinto Ramos                   |
| 1953 | Crazylegs                                                     | Elroy Hirsch                                      | Elroy Hirsch                    |
| 1953 | Dagohoy                                                       | Francisco Dagohoy                                 | Mario Montenegro                |
| 1953 | The Eddie Cantor Story                                        | Eddie Cantor                                      | Keefe Brasselle                 |
| 1953 | Franz Schubert                                                | Franz Schubert                                    | Heinrich Schweiger              |
| 1953 | Houdini                                                       | Harry Houdini                                     | Tony Curtis                     |
| 1953 | The I Don't Care Girl                                         | Eva Tanguay                                       | Mitzi Gaynor                    |
| 1953 | The Joe Louis Story                                           | Joe Louis                                         | Coley Wallace                   |
| 1953 | Julius Caesar                                                 | Julius Caesar                                     | Marlon Brando                   |
| 1953 | The Lawless Breed                                             | John Wesley Hardin                                | Rock Hudson                     |
| 1953 | The Life and Music of Giuseppe Verdi                          | Giuseppe Verdi                                    | Pierre Cressoy                  |
| 1953 | Man of Music                                                  | Mikhail Glinka                                    | Boris Smirnov                   |
| 1953 | Martin Luther                                                 | Martin Luther                                     | Niall MacGinnis                 |
| 1953 | Melba                                                         | Nellie Melba                                      | Patrice Munsel                  |
| 1953 | Puccini                                                       | Giacomo Puccini                                   | Gabriele Ferzetti               |
| 1953 | The President's Lady                                          | Andrew Jackson                                    | Charlton Heston                 |
| 1953 | The President's Lady                                          | Rachel Donelson Robards                           | Susan Hayward                   |
| 1953 | So This Is Love                                               | Grace Moore                                       | Kathryn Grayson                 |
| 1953 | The Story of Gilbert and Sullivan                             | W. S. Gilbert                                     | Robert Morley                   |
| 1953 | The Story of Gilbert and Sullivan                             | Arthur Sullivan                                   | Maurice Evans                   |
| 1953 | Young Bess                                                    | Elizabeth I of England                            | Jean Simmons                    |
| 1954 | Beau Brummell                                                 | Beau Brummell                                     | Stewart Granger                 |
| 1954 | The Bob Mathias Story                                         | Bob Mathias                                       | Bob Mathias                     |
| 1954 | Canaris                                                       | Wilhelm Canaris                                   | O. E. Hasse                     |
| 1954 | Cuando me vaya                                                | María Grever                                      | Libertad Lamarque               |
| 1954 | Deep in My Heart                                              | Sigmund Romberg                                   | José Ferrer                     |
| 1954 | Der Komödiant von Wien                                        | Alexander Girardi                                 | Karl Paryla                     |
| 1954 | Der rote Prinz                                                | Archduke Johann Salvator of Austria (Johann Orth) | Peter Pasetti                   |
| 1954 | Desirée                                                       | Désirée Clary                                     | Jean Simmons                    |
| 1954 | Desirée                                                       | Napoleon Bonaparte                                | Marlon Brando                   |
| 1954 | El joven Juárez                                               | Benito Juárez                                     | Humberto Almazán                |
| 1954 | Ernst Thälmann                                                | Ernst Thälmann                                    | Günther Simon                   |
| 1954 | The Eternal Waltz                                             | Johann Strauss II                                 | Bernhard Wicki                  |
| 1954 | The Glenn Miller Story                                        | Glenn Miller                                      | James Stewart                   |
| 1954 | His Majesty O'Keefe                                           | David O'Keefe                                     | Burt Lancaster                  |
| 1954 | John Wesley                                                   | John Wesley                                       | Leonard Sachs                   |
| 1954 | Rimskiy-Korsakov                                              | Nikolai Rimsky-Korsakov                           | Grigori Belov                   |
| 1954 | Samurai I: Musashi Miyamoto                                   | Miyamoto Musashi                                  | Toshirō Mifune                  |
| 1954 | Sauerbruch – Das war mein Leben                               | Ferdinand Sauerbruch                              | Ewald Balser                    |
| 1954 | Seger i mörker                                                | Gustaf Dalén                                      | Olof Bergström                  |
| 1955 | Adriana Lecouvreur                                            | Adriana Lecouvreur                                | Valentina Cortese               |
| 1955 | Chief Crazy Horse                                             | Crazy Horse                                       | Victor Mature                   |
| 1955 | The Court-Martial of Billy Mitchell                           | Billy Mitchell                                    | Gary Cooper                     |
| 1955 | Ernst Thälmann                                                | Ernst Thälmann                                    | Günther Simon                   |
| 1955 | The Girl in the Red Velvet Swing                              | Evelyn Nesbit                                     | Joan Collins                    |
| 1955 | Interrupted Melody                                            | Marjorie Lawrence                                 | Eleanor Parker                  |
| 1955 | I'll Cry Tomorrow                                             | Lillian Roth                                      | Susan Hayward                   |
| 1955 | Lapu-Lapu                                                     | Lapu-Lapu                                         | Mario Montenegro                |
| 1955 | The Last Command                                              | James Bowie                                       | Sterling Hayden                 |
| 1955 | Lola Montès                                                   | Lola Montez                                       | Martine Carol                   |
| 1955 | The Long Gray Line                                            | Martin Maher                                      | Tyrone Power                    |
| 1955 | Love Me or Leave Me                                           | Ruth Etting                                       | Doris Day                       |
| 1955 | Ludwig II: Glanz und Ende eines Königs                        | Ludwig II of Bavaria                              | O.W. Fischer                    |
| 1955 | Magic Fire                                                    | Richard Wagner                                    | Alan Badel                      |
| 1955 | A Man Called Peter                                            | Peter Marshall                                    | Richard Todd                    |
| 1955 | Melodie immortali - Mascagni                                  | Pietro Mascagni                                   | Pierre Cressoy                  |
| 1955 | Mozart                                                        | Wolfgang Amadeus Mozart                           | Oskar Werner                    |
| 1955 | Napoléon                                                      | Napoleon                                          | Daniel Gélin (Young)            |
| 1955 | Napoléon                                                      | Napoleon                                          | Raymond Pellegrin (Older)       |
| 1955 | Prince of Players                                             | Edwin Booth                                       | Richard Burton                  |
| 1955 | Richard III                                                   | Richard III of England                            | Laurence Olivier                |
| 1955 | Road to Life                                                  | Anton Makarenko                                   | Vladimir Yemelyanov             |
| 1955 | Samurai II: Duel at Ichijoji Temple                           | Miyamoto Musashi                                  | Toshirō Mifune                  |
| 1955 | Seven Angry Men                                               | John Brown                                        | Raymond Massey                  |
| 1955 | Seven Cities of Gold                                          | Junípero Serra                                    | Michael Rennie                  |
| 1955 | The Seven Little Foys                                         | Eddie Foy, Sr.                                    | Bob Hope                        |
| 1955 | Säkkijärven polkka                                            | Viljo Vesterinen                                  | Sakari Jurkka                   |
| 1955 | 'To Hell and Back                                             | Audie Murphy                                      | Audie Murphy                    |
| 1955 | The Virgin Queen                                              | Elizabeth I of England                            | Bette Davis                     |
| 1955 | Wiegenlied                                                    | Ernestine Schumann-Heink                          | Osa Massen                      |
| 1956 | Alexander the Great                                           | Alexander the Great                               | Richard Burton                  |
| 1956 | Ang buhay at pag-ibig ni Dr. Jose Rizal                       | José Rizal                                        | Eddie Del Mar                   |
| 1956 | The Benny Goodman Story                                       | Benny Goodman                                     | Steve Allen                     |
| 1956 | The Best Things in Life Are Free                              | Buddy DeSylva                                     | Gordon MacRae                   |
| 1956 | The Best Things in Life Are Free                              | Ray Henderson                                     | Dan Dailey                      |
| 1956 | The Best Things in Life Are Free                              | Lew Brown                                         | Ernest Borgnine                 |
| 1956 | Daniel Boone, Trail Blazer                                    | Daniel Boone                                      | Bruce Bennett                   |
| 1956 | The Eddy Duchin Story                                         | Eddy Duchin                                       | Tyrone Power                    |
| 1956 | The Conqueror                                                 | Genghis Khan                                      | John Wayne                      |
| 1956 | Heneral Paua                                                  | Heneral Paua                                      | Danilo Montes                   |
| 1956 | The King and I                                                | Anna Leonowens                                    | Deborah Kerr                    |
| 1956 | Lust for Life                                                 | Vincent van Gogh                                  | Kirk Douglas                    |
| 1956 | Magic Fire                                                    | Richard Wagner                                    | Alan Badel                      |
| 1956 | Reach for the Sky                                             | Douglas Bader                                     | Kenneth More                    |
| 1956 | Samurai III: Duel at Ganryu Island                            | Miyamoto Musashi                                  | Toshirō Mifune                  |
| 1956 | Somebody Up There Likes Me                                    | Rocky Graziano                                    | Paul Newman                     |
| 1956 | The Ten Commandments                                          | Moses and Ramesses II                             | Charlton Heston and Yul Brynner |
| 1956 | Walk the Proud Land                                           | John Clum                                         | Audie Murphy                    |
| 1957 | After the Ball                                                | Vesta Tilley                                      | Patricia Kirkwood               |
| 1957 | Alfonsina                                                     | Alfonsina Storni                                  | Amelia Bence                    |
| 1957 | The Barretts of Wimpole Street                                | Elizabeth Barrett Browning                        | Jennifer Jones                  |
| 1957 | The Barretts of Wimpole Street                                | Robert Browning                                   | Bill Travers                    |
| 1957 | Battle Hymn                                                   | Dean Hess                                         | Rock Hudson                     |
| 1957 | Beau James                                                    | Jimmy Walker                                      | Bob Hope                        |
| 1957 | The Buster Keaton Story                                       | Buster Keaton                                     | Donald O'Connor                 |
| 1957 | En drömmares vandring                                         | Dan Andersson                                     | Jarl Kulle                      |
| 1957 | Fear Strikes Out                                              | Jimmy Piersall                                    | Anthony Perkins                 |
| 1957 | The Flying Dutchman                                           | Anthony Fokker                                    | Ton Kuyl                        |
| 1957 | The Helen Morgan Story                                        | Helen Morgan                                      | Ann Blyth                       |
| 1957 | Jeanne Eagels                                                 | Jeanne Eagels                                     | Kim Novak                       |
| 1957 | A Lesson in History                                           | Georgi Dimitrov                                   | Stefan Savov                    |
| 1957 | Made in Germany - Die dramatische Geschichte des Hauses Zeiss | Ernst Abbe                                        | Carl Raddatz                    |
| 1957 | Mahnı belə yaranır                                            | Süleyman Stalski                                  | K. Slanov                       |
| 1957 | Man of a Thousand Faces                                       | Lon Chaney, Sr.                                   | James Cagney                    |
| 1957 | Monkey on My Back                                             | Barney Ross                                       | Cameron Mitchell                |
| 1957 | Nine Lives                                                    | Jan Baalsrud                                      | Jack Fjeldstad                  |
| 1957 | Rasskazy o Lenine                                             | Vladimir Lenin                                    | Maksim Shtraukh                 |
| 1957 | Rasskazy o Lenine                                             | Nadezhda Krupskaya                                | Mariya Pastukhova               |
| 1957 | Rot ist die Liebe                                             | Hermann Löns                                      | Dieter Borsche                  |
| 1957 | Saint Joan                                                    | Joan of Arc                                       | Jean Seberg                     |
| 1957 | The Spirit of St. Louis                                       | Charles Lindbergh                                 | James Stewart                   |
| 1957 | Stresemann                                                    | Gustav Stresemann                                 | Ernst Schröder                  |
| 1957 | The Three Faces of Eve                                        | Chris Costner Sizemore                            | Joanne Woodward                 |
| 1957 | The True Story of Jesse James                                 | Jesse James                                       | Robert Wagner                   |
| 1957 | The True Story of Jesse James                                 | Frank James                                       | Jeffrey Hunter                  |
| 1957 | The Wings of Eagles                                           | Frank Wead                                        | John Wayne                      |
| 1958 | The Bonnie Parker Story                                       | Bonnie Elizabeth Parker                           | Dorothy Provine                 |
| 1958 | Carve Her Name with Pride                                     | Violette Szabo                                    | Virginia McKenna                |
| 1958 | The Csardas Princess                                          | Emmerich Kálmán                                   | Gerhard Riedmann                |
| 1958 | Das Mädchen Rosemarie                                         | Rosemarie Nitribitt                               | Nadja Tiller                    |
| 1958 | I Accuse!                                                     | Alfred Dreyfus                                    | José Ferrer                     |
| 1958 | The Inn of the Sixth Happiness                                | Gladys Aylward                                    | Ingrid Bergman                  |
| 1958 | Ivan the Terrible                                             | Ivan IV of Russia                                 | Nikolay Cherkasov               |
| 1958 | I Want to Live!                                               | Barbara Graham                                    | Susan Hayward                   |
| 1958 | The Left Handed Gun                                           | Billy the Kid                                     | Paul Newman                     |
| 1958 | The Lovers of Montparnasse                                    | Amedeo Modigliani                                 | Gérard Philipe                  |
| 1958 | Machine-Gun Kelly                                             | Machine Gun Kelly                                 | Charles Bronson                 |
| 1958 | The Naked Maja                                                | Goya                                              | Anthony Franciosa,              |
| 1958 | Rasputín                                                      | Grigori Rasputin                                  | Narciso Ibáñez Menta            |
| 1958 | Sebastian Kneipp                                              | Sebastian Kneipp                                  | Carl Wery                       |
| 1958 | The Silent Enemy                                              | Lionel Crabb                                      | Laurence Harvey                 |
| 1958 | St. Louis Blues                                               | W. C. Handy                                       | Nat King Cole                   |
| 1958 | Too Much, Too Soon                                            | Diana Barrymore                                   | Dorothy Malone                  |
| 1958 | Too Much, Too Soon                                            | John Barrymore                                    | Errol Flynn                     |
| 1959 | Affäre Dreyfus                                                | Alfred Dreyfus                                    |                                 |
| 1959 | Al Capone                                                     | Al Capone                                         | Rod Steiger                     |
| 1959 | The Diary of Anne Frank                                       | Anne Frank                                        | Millie Perkins                  |
| 1959 | The Five Pennies                                              | Red Nichols                                       | Danny Kaye                      |
| 1959 | Gayarre                                                       | Julián Gayarre                                    | Alfredo Kraus                   |
| 1959 | The Gene Krupa Story                                          | Gene Krupa                                        | Sal Mineo                       |
| 1959 | Glorious Mysteries (El Amo)                                   | Jesus                                             | Antonio Vilar                   |
| 1959 | The Great Impostor                                            | Ferdinand Waldo Demara                            | Tony Curtis                     |
| 1959 | Hannibal                                                      | Hannibal                                          | Victor Mature                   |
| 1959 | Herod the Great                                               | Herod the Great                                   | Edmund Purdom                   |
| 1959 | John Paul Jones                                               | John Paul Jones                                   | Robert Stack                    |
| 1959 | Leap to Fame                                                  | Santiago Ramón y Cajal                            | Adolfo Marsillach               |
| 1959 | Love Now, Pay Later                                           | Rosemarie Nitribitt                               | Belinda Lee                     |
| 1959 | The Redeemer                                                  | Jesus                                             | Luis Álvarez                    |
| 1959 | Solomon and Sheba                                             | King Solomon                                      | Yul Brynner                     |
| 1959 | Solomon and Sheba                                             | Queen of Sheba                                    | Gina Lollobrigida               |